# شاهدخت اوتا
شاهدخت اوتا ((به ژاپنی: 大田皇女, Ōta no himemiko)؛ 644? – ۶۶۸ (۲۳−۲۴ سال)?) از خاندان سلطنتی در ژاپن در دوره آسوکا بود. او دختر بزرگ امپراتور تنجی بود. او خواهر بزرگ شاهدخت اونو-سارارا (امپراتریس جیتو) بود. او مادر شاهدخت اوکو و شاهزاده اوتسو از امپراتور تنمو بود مادرش خانم اوچی بود که پدرش سوگا نو کورایامادا-نو ایشیکاوامارو بود.
او از سلامت خوبی برخوردار نبود. او در حدود سال ۶۶۸ درگذشت، زمانی که فرزندانش شاهدخت اوکو هفت ساله و شاهزاده اوتسو پنج ساله بودند. جسد او در روز بیست و هفتم ماه دوم همان سال در کنار امپراتریس کوگیوکو و عمه اوتا، ملکه دواگر هاشیبیتو، به خاک سپرده شد.